# Janka Kupała
Janka Kupala (egentligen Ivan Daminikavitj Lutsevitj) född 7 juli 1882 i Vjazynka utanför Minsk, död 28 juni 1942 i Moskva, var en belarusisk författare. Tillsammans med Jakub Kolas räknas han som en av den moderna belarusiska litteraturens grundare.
Kupala var till stor del självlärd som författare. Han blev aktiv i den "belarusiska pånyttfödelsen" (1903–1921) och redaktör för den belarusiska tidskriften Nasja niva (1914–1915). 1928 blev han ledamot av den belarusiska och ukrainska vetenskapsakademin.
Hans tidiga diktning var patriotisk idealiserade den östslaviska statsbildningen i Polotsk under 900- till 1200-talet som ett slags vision för Belarus. Han var även en hård kritiker av både det tidiga polsk-litauiska och ryska väldet över Belarus, varför många av hans verk förbjöds av sovjetregimen. På grund av den politiska förföljelsen under Stalin försökte han 1930 begå självmord och därefter blev han mindre produktiv som författare. Under de sista årtiondena var hans diktning en lång hyllning till socialismen och sovjetmakten. 1941 fick han ta emot Leninorden för sin diktsamling Ад сэрца (1940).
Vid Nazitysklands ockupation av Vitryska SSR 1941 flyttade han till Moskva och senare till Tatarstan. 
Hans fru grundade ett museum över honom i Minsk där många av hans verk finns samlade. Staden Hrodna namngav ett universitet efter honom Janka Kupala Statsuniversitet 1978.